# محمدامین رضایی
محمدامین رضایی (زاده ‎۳۱ مرداد ۱۳۷۵ در آمل) بازیکن فوتبال اهل ایران است که در پست دروازه‌بان برای باشگاه فوتبال هوادار بازی می‌کند.
نخستین بازی وی در لیگ برتر، بازی نساجی مازندران در برابر نفت مسجد سلیمان بود که رضایی جانشین حامد لک شد و موفق به بسته نگه‌داشتن دروازه نساجی در این بازی شد، این بازی با برد نساجی همراه بود.

## دوران باشگاهی
رضایی سابقه بازی در تیم های نساجی مازندران ، ماشین‌سازی تبریز ، مس شهربابک ، شهرداری آستارا ، مس کرمان و شمس‌آذر قزوین را نیز دارد.

شمس آذر قزوین
رضایی در ۷ مرداد ۱۴۰۳ با قراردادی ۲ ساله به شمس آذر پیوست.